# 羅伯·哈利
羅伯·哈利（英語：Rob Harley；1990年5月26日—）是一位蘇格蘭橄欖球運動員。他是蘇格蘭國家橄欖球隊的一員，代表蘇格蘭參加了2015年橄欖球六國賽。